# De Seks fra Oceanic
De Seks fra Oceanic, på engelsk The Oceanic Six eller The Oceanic 6, er en gruppe af personer fra den amerikanske tv-serie Lost. Den introduceres i fjerde sæsons første afsnit, "The Beginning of the End," og består, som navnet antyder, af seks personer, hvis identitet har været basis for meget spekulation fans imellem. Deres historie har primært været fortalt gennem flashforwardnarrativet, der blev indført i tredje sæsons finaleafsnit, "Through the Looking Glass." 

## Handling
Mens øen flyttes af Benjamin Linus (Michael Emerson) – der efter at have færdiggjort netop denne opgave bliver banlyst fra øen – kan otte personer (Oceanic 6'erne, Desmond Hume (Henry Ian Cusick) og Frank Lapidus (Jeff Fahey)) om bord på helikopteren kun se til mens fragtskibet Kahana eksploderer, og deres eneste flugtvej forsvinde under vandoverfladen, som deres sidste brændstof lækkes fra tanken. Helikopteren styrter i det åbne hav, og de overlevende tilbringer tiden indtil redning af skibet Searcher, i en gummibåd. Efter Desmond genforenes med Penelope Widmore (Sonya Walger) sejles de overlevende til Stillehavsøen "Membata", hvor deres iscenesatte historie indledes, med redningen af Oceanic Airlines. Efter at være bragt tilbage til fastlandet, genforenes de seks med deres familier og venner, og besvarer efterfølgende i et begrænset omfang spørgsmål fra pressen.
Umiddelbart efter hjemkomsten startes, som forventet, en retssag mod Kate, med hendes mor som hovedvidne for offensiven. Under retssagen kaldes Jack ind som vidne, og han fortæller for offentligt høre nok engang historien om at de var otte overlevende, og at det trods en heroisk indsats ikke lykkedes Kate at holde alle otte i live. Senere trækker Diane sig som vidne, og det afsløres at Kate poserer som Aarons mor.
I 2005 vågner Ben desorienteret op i den tunesiske ørken, og konfronteres straks af to arabiske mænd, der overmandes i en snedig manøvre. Han rejser herefter til Tikrit, Irak hvor Sayid sørger over drabet på Nadia, og Ben får overtalt Sayid til at arbejde for sig som lejemorder. Senere rejser han til London, England hvor han konfronterer Charles Widmore (Alan Dale) med drabet af Alex Rousseau (Tania Raymonde), og Ben bekendtgører at han agter at slå Charles' datter, Penelope Widmore (Sonya Walger), ihjel.
De Seks Fra Oceanic er Jack Shephard (Matthew Fox, Kate Austen (Evangeline Lilly), Aaron Littleon (William Blanchette, Sun-Hwa Kwon (Yunjin Kim), Sayid Jarrah (Naveen Andrews) og Hugo "Hurley" Reyes (Jorge Garcia). 
Udover De Seks Fra Oceanic kom 5 andre også væk fra øen: Michael Dawson(Harold Perrineau)(Sæson 2), Walt Lloyd (Malcolm David Kelley) (Sæson 2), Desmond Hume (Henry Ian Cusick) (Sæson 4), Frank Lapidus (Jeff Fahey) (Sæson 4) og Benjamin Linus (Michael Emerson) (Sæson 4).

## Fodnoter
1. ↑  "De Seks fra Oceanic" if. undertekster på Kanal 5 (8. juni 2008), på afsnittet "The Beginning of the End" (Lindelof, Damon & Cuse, Carlton). Navnet kan blive ændret i løbet af kanalens transmission af sæsonen, og alternativt ud fra dvd-udgivelsen.
2. ↑  "Official LOST Audio Podcast (21. marts 2008)". Arkiveret fra originalen 11. august 2009. Hentet 23. marts 2008.
3. ↑  Lost: 
"There's No Place Like Home: Part 2 & 3" (Sæson 4, afsnit 13). Manuskript af Damon Lindelof & Carlton Cuse.  Broadcasted første gang på American Broadcasting Company den 29. maj 2008.
4. ↑  "Membata" er en fiktiv ø. Navnet betyder "tvivl" eller "usikkerhed" på indonesisk. Kilde: Lostpedia.com: Membata
5. ↑  Lost: 
"There's No Place Like Home: Part 1" (Sæson 4, afsnit 12). Manuskript af Damon Lindelof & Carlton Cuse.  Broadcasted første gang på American Broadcasting Company den 15. maj 2008.
6. ↑  Lost: 
"Eggtown" (Sæson 4, afsnit 4). Manuskript af Elizabeth Sarnoff & Greggory Nations.  Broadcasted første gang på American Broadcasting Company den 21. februar 2008.
7. ↑  Lost: 
"The Shape of Things to Come" (Sæson 4, afsnit 9). Manuskript af Drew Goddard & Brian K. Vaughan.  Broadcasted første gang på American Broadcasting Company den TBA.